# Trastsydhakar
Trastsydhakar (Amalocichla) är ett litet fågelsläkte i familjen sydhakar inom ordningen tättingar. Släktet omfattar endast två arter som förekommer på Nya Guinea:
- Större trastsydhake (A. sclateriana)
- Mindre trastsydhake (A. incerta)